# گیمز فور ویندوز
گیمز فور ویندوز (به انگلیسی: Games for Windows) نام یک نشانه تجاری متوقف شده متعلق به شرکت مایکروسافت است که از سال ۲۰۰۶، فعالیت خود را آغاز کرد. انتشار مجله تخصصی و انحصاری در زمینه صنعت بازی‌های ویدئویی، امکانات گسترده برخط در زمینه خدمات بازی‌های ویدئویی، بازارچه فروش اختصاصی و خدمات پس از فروش از جمله ویژگی‌های این نشان تجاری شرکت مایکروسافت است.